# Diocesi di Guéckédou
La diocesi di Guéckédou (in latino Dioecesis Gueckedouensis) è una sede della Chiesa cattolica in Guinea suffraganea dell'arcidiocesi di Conakry. Nel 2023 contava 62.509 battezzati su 1.285.308 abitanti. È retta dal vescovo Norbert Tamba Sandouno.

## Territorio
La diocesi comprende le prefetture di Guéckédou, Kérouané, Kissidougou e Macenta nella parte orientale della Guinea.
Sede vescovile è la città di Guéckédou, dove si trova la cattedrale di Nostra Signora del Rosario.
Il territorio si estende su 35.476 km² ed è suddiviso in 17 parrocchie.

## Storia
La diocesi è stata eretta da papa Francesco il 29 giugno 2023 con la bolla Labores et fidem, ricavandone il territorio dalle diocesi di Kankan e di N'Zérékoré.

## Cronotassi dei vescovi
Si omettono i periodi di sede vacante non superiori ai 2 anni o non storicamente accertati.
- Norbert Tamba Sandouno, dal 29 giugno 2023

## Statistiche
La diocesi nel 2023 su una popolazione di 1.285.308 persone contava 62.509 battezzati, corrispondenti al 4,8% del totale.
| anno | popolazione | popolazione | popolazione | presbiteri | presbiteri | presbiteri | presbiteri                | diaconi | religiosi | religiosi | parrocchie |
| anno | battezzati  | totale      | %           | numero     | secolari   | regolari   | battezzati per presbitero | diaconi | uomini    | donne     | parrocchie |
| ---- | ----------- | ----------- | ----------- | ---------- | ---------- | ---------- | ------------------------- | ------- | --------- | --------- | ---------- |
| 2023 | 62.509      | 1.285.308   | 4,8         | 30         | 30         |            | 2.083                     |         |           | 9         | 17         |